# チャムチャム
チャムチャム（CHAM CHAM）は、SNK（SNKプレイモア）の対戦型格闘ゲーム『サムライスピリッツ』シリーズに登場する架空の人物。

## 概要
南米はマヤ・グリーンヘル出身の少女。シリーズの登場キャラクター・タムタムとは兄妹関係にある。各種デモや勝利台詞などは兄を真似たものが多い。
『真サムライスピリッツ 覇王丸地獄変』（以下『真』と表記）で初登場して、『サムライスピリッツ 天下一剣客伝』（以下『天下一剣客伝』と表記）で再登場している。
初代『サムライスピリッツ』でのタムタムは村の宝「パレンケストーン」を取り戻すために旅に出ていたが、『真』でのチャムチャムは家宝である「タンジルストーン」をこっそり持ち出した際に羅将神ミヅキ配下の魔物に奪われてしまい、兄たちに叱られる前に取り戻すことが目的となっている。
一人称は“ボク”。台詞の活字表示の場合、平仮名の「ん」はカタカナの「ン」と表記される（「タム兄ちゃン」「嫌なンだよ」等）。同様に、「っ」（促音）もカタカナ表記になる。ちなみに一人称は「私」だったり、『真説サムライスピリッツ 武士道烈伝』では自分の名前になっていたりとあやふやな場面もある。
『サムライスピリッツ 天草降臨』ではタムタムの個別EDで姿を見せるのみだが、プレイステーション移植版である『サムライスピリッツ天草降臨SPECIAL』（以下『天草降臨SP』と表記）にはVSモード（対2プレイヤー戦）限定の追加キャラクターになった。また、『天草降臨SP』では羅刹のチャムチャムはパクパクを連れていない。
『サムライスピリッツ零SPECIAL』では、タムタムが相手に絶命奥義に決めたときに姿を見せる。
『天下一剣客伝』では、彼女が大会に出るためにマチュピチュに出かけたことでタムタムも大会に出場することになる。
『SAMURAI SPIRITS（2019）』ではシーズン3のDLCキャラクターとして参戦。
2007年には彼女を主役としたパチスロ機『サムライスピリッツ外伝 チャムチャム』が登場している。

### キャラクターデザイン
腰の辺りまで伸びた緑色のロングヘアで、虎皮の尻尾付きワンピースとネコ科類を模した耳・手甲・靴を着用している。ちなみに、この衣装はグリーンヘルの友人・チョナチョナが作った物（『真説サムライスピリッツ 武士道烈伝』での設定）。

### 武器
ヨックモックムック
チャムチャムが武器として使う巨大なブーメラン。木を無造作に削り出したような、シンプルなデザインとなっている。

### パクパク
チャムチャムが連れているチンパンジー。連れているといっても、チャムチャムにとってはペットではなく子分である。チャムチャムの掛け声と共に、時に人間顔負けの攻撃を行う。家庭用移植版『天下一剣客伝』では、1匹で操作キャラクターデビューを果たす。この時､風間火月から火を噴くことに驚かれる。
しかし、『真』ではタムタムが、『天下一剣客伝』の操作キャラクターの方はグリーンヘルの老人が神に戦う力を借りた姿であったりと、本物のパクパクの出番は少ない。また、『天草降臨SP』のパクパクも「ムルタ・パクパク」（後述）でタムタムが被っているのと同じような仮面を被って攻撃するので、実はタムタムであることも考えられる（『サムライスピリッツ 天草降臨』はタムタムも出場しているが）。

## 技の解説

### 必殺技
ブーメラン投げ / 横に投げるンだゾ! / 上に投げるンだゾ!
その名の通り、武器のヨックモックムックを相手に投げつける。後者2つは『天下一剣客伝』での名前で、投げる方向によって技名が細分化されている。
『真』と『天下一剣客伝』ではコマンドによって「横」と「上」に投げ分け、ボタンの強さで飛距離が変化する。
『天草降臨SP』の修羅ではボタンの強さで「前方」「斜め上」「上」に投げ分ける。羅刹では前方版のみで、ボタンの強さで「近距離」と「遠距離」に投げ分ける。
とびひっかき
『真』で使用する技。その名の通り、相手に自ら飛びつき、手甲に付いた鋭い爪で相手を引っ掻く。
パクパク・ガブル
タムタムの技「アハウ・ガブル」のパクパクバージョン。「パクパク、やっちゃえ!」の号令で、パクパクが口から精霊を吐き出して攻撃する。
ムーラ・パクパク
タムタムの技「ムーラ・ガブル」のパクパクバージョン。「パクパク、やっちゃえ!」の号令で、パクパクが石で出来た頭蓋骨を投げつけて攻撃する。
『天草降臨SP』ではボタンをタメ押しすることで骸骨が巨大化する。
パクパク・デオス
タムタムの技「パグナ・デオス」のパクパクバージョン。「行け、パクパク!」の号令で、パクパクが手の指だけで自身の体を支えつつ、回転しながら相手に体当たりをする。
パクパク・ヒッカキ
『天草降臨SP』の修羅のみ使用する「とびひっかき」のパクパクバージョン。ボタンをタメ押しすることでパクパクを任意の場所まで誘導可能。
ジャンポ
『天草降臨SP』の修羅のみ使用する。光を纏いながら、前方に回転しながらジャンプ移動する技。攻撃力はない。
ジャンポ・クリス
「ジャンポ」からの派生技。スライディングキックをする。
ジャンポ・スペリウム
「ジャンポ」からの派生技。ブーメランで下から斬り上げる。
ジャンポ・ウングイス
「ジャンポ」からの派生技。『真』での「とびひっかき」。

前転
『天草降臨SP』の羅刹のみ使用する。その名の通り、前転する移動技。ボタンによって移動距離が異なり、中と強では相手を通り抜けられる。
ヴィア・アクシス
「前転」からの派生技。真上へジャンプしながらブーメランで斬り上げる。
ヴィア・カルクス
「前転」からの派生技。真上へジャンプしながら蹴り上げる。武器なし時に出せる。

ヴィア・アクシス
『天草降臨SP』の羅刹のみ使用する。その場で真上へブーメランで斬り上げる技。前転からの派生版よりも動作とエフェクトが大きい。
ヴィア・フェムル
『天草降臨SP』のみ使用する。上記の武器なし状態版に相当するが、こちらは修羅・羅刹共通技。サマーソルトキック。
コマンドリストでは2つの技がまとめられて「ヴィア・アクシス/フェムル」と表記されている。

ラッシュ・アピス
『天草降臨SP』の羅刹のみ使用する。突進しながら、横一直線に斬る技。
ラッシュ・アピス・ブーメラン
「ラッシュ・アピス」からの派生技。前方へブーメランを投げる。
ラッシュ・ロストルム
「ラッシュ・アピス」からの派生技。肘打ち攻撃。
ラッシュ・ロストルム・ブーメラン
「ラッシュ・ロストルム」からの派生技。前方へブーメランを投げる。
ラッシュ・デンス
「ラッシュ・ロストルム」からの派生技。相手を上空へ浮かせる。
ラッシュ・デンス・ブーメラン
「ラッシュ・デンス」からの派生技。上空へ浮かせた相手へブーメランを投げる。
ラッシュ・コルヌ
「ラッシュ・デンス」からの派生技。落ちてきた相手に蹴りを入れて再び打ち上げる。
ラッシュ・トゥルボー
「ラッシュ・コルヌ」からの派生技。空中で追撃する。
ラッシュ・ラディウス
「ラッシュ・コルヌ」からの派生技。怒り爆発時のみ使用可能な一閃。
ラッシュ・レオ
「ラッシュ・コルヌ」からの派生武器飛ばし技（後述）。

つかまえるゾ!
『天下一剣客伝』で使用する回転しながら飛び込んでいく技。光を纏わなくなった「ジャンポ」ともいえる。
顔ひっかくゾ!
「つかまえるゾ!」から派生する技で、相手の顔面を引っ掻く。
背中ひっかくゾ!
「つかまえるゾ!」から派生する技で、相手を捕まえてから背中を引っ掻く。

### 武器破壊技、武器飛ばし必殺技、秘奥義
メタモアニマルアタック
『真』での武器破壊技および『天草降臨SP』での羅刹の武器飛ばし技。体格を大きくして、相手に体当たりする技。武器を持っていなくても出せる数少ない武器破壊技。
ムルタ・パクパク
『天草降臨SP』での修羅の武器飛ばし技。パクパクに攻撃させる技。パクパクがタムタムと同じような仮面をかぶり、相手を攻撃。その後に数匹の仲間を呼び、共に攻撃する。
ボタンによって、パクパクの進路方向が異なる。
ラッシュ・レオ
「ラッシュ・コルヌ」からの派生技である『天草降臨SP』での羅刹の武器飛ばし技。「ラッシュ・コルヌ」で浮いた相手を「メタモアニマルアタック」で追撃する技。
もう許さないンだからな!
『天下一剣客伝』での武器飛ばし技。仮面を頭に被り、大きくなったブーメランを構えて突進する。
当たると痛いンだゾ!
『天下一剣客伝』での秘奥義。「上に投げるンだゾ!」のパワーアップ版。

## キャスト

### チャムチャム
- 千葉麗子 - 『真サムライスピリッツ 覇王丸地獄変』『サムライスピリッツ 天草降臨SPECIAL』『真説サムライスピリッツ 武士道烈伝』
- 大沢つむぎ - 『サムライスピリッツ 天下一剣客伝』
- 喜多村英梨 - 『クイーンズゲイト スパイラルカオス』
- ふじたまみ - 『侍魂オンライン-朧月伝-』[7]
- 谷口夢奈 - 『SAMURAI SPIRITS（2019）』[3]

### パクパク
- 池田賢司（真サムライスピリッツ 覇王丸地獄変、サムライスピリッツ 天草降臨SPECIAL）
当時の千葉麗子のマネージャー[8]。
- 佐々木菜摘（真説サムライスピリッツ 武士道烈伝）

## 関連人物
- タムタム - 兄
- 羅将神ミヅキ - タンジルストーンを奪った相手